# Otto Holtz (Politiker, 1845)
Otto Holtz-Parlin (* 27. April 1845 in Damitzow; † 8. Oktober 1925 in Berlin) war ein deutscher Rittergutsbesitzer und Mitglied des Deutschen Reichstags.

## Leben
Holtz besuchte die Gymnasien in  Greifenberg i. Pom. und Anklam. Er wurde Landwirt auf seinem Rittergut in Parlin im Kreis Schwetz in der Provinz Westpreußen. Weiter war er Amtsvorsteher, Gutsvorsteher, Mitglied des Vorstandes der Invaliditäts-Versicherungsanstalt für Westpreußen, Mitglied des Kreistages und Mitglied der Landwirtschaftskammer für Westpreußen. Außerdem war er stellvertretendes Mitglied des deutschen Landwirtschaftsrats und des preußischen Landesökonomiekollegiums. Ferner war er Mitglied des Bezirkseisenbahnrats der Ostbahn und stellvertretendes Mitglied des Landeseisenbahnrates. Er machte den Krieg von 1870/71 als Reserveoffizier mit und war Inhaber des Eisernen Kreuzes II. Klasse.
Von 1887 bis 1907 war er Mitglied des Deutschen Reichstags für den Wahlkreis Regierungsbezirk Marienwerder 5 Schwetz und die Deutsche Reichspartei. Zwischen 1904 und 1913 war er auch Mitglied des Preußischen Abgeordnetenhauses.